# Felicia tenella
Felicia tenella là một loài thực vật có hoa trong họ Cúc. Loài này được (L.) Nees mô tả khoa học đầu tiên.